# XDS Astana Team

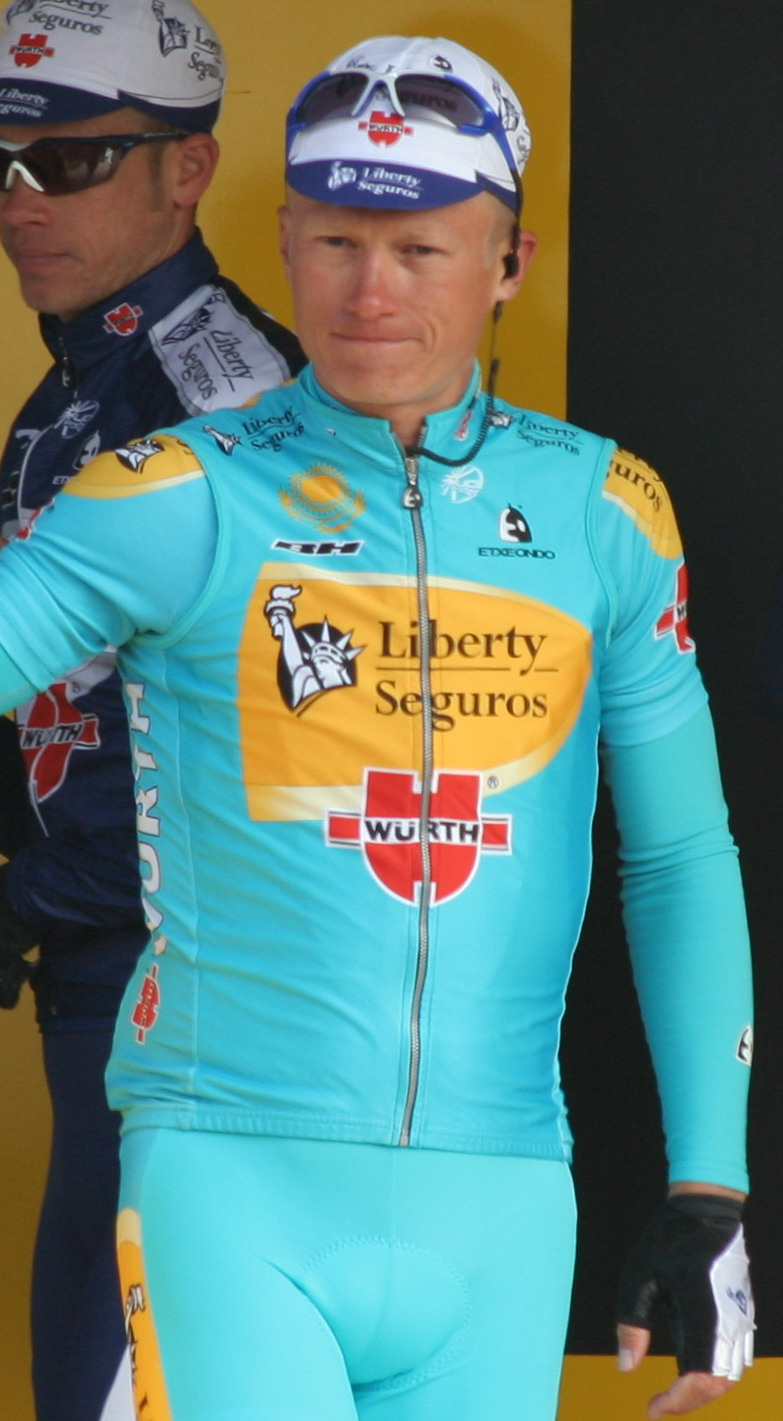
Aleksandr Vinokúrov va contribuir en gran manera a la fundació del Team Astana

L'XDS Astana Team (codi UCI: XAT), és un club ciclista professional patrocinat pel grup Astana, una coalició d'empreses estatals del Kazakhstan i que porta el nom de la capital del país, Astanà. Adquirí estatus professional de l'UCI ProTour el seu any inaugural, el 2007. Es va crear a partir de la base de l'antic Astana-Würth desaparegut al final de la temporada de 2006. El director general és l'antic ciclista Alexandre Vinokourov.
Durant la seva existència, l'equip ha guanyat dues edicions del Tour de França (Alberto Contador el 2009 i Vincenzo Nibali el 2014), tres edicions del Giro d'Itàlia (Alberto Contador el 2008 i Vicenzo Nibali el 2013 i 2016) i dues edicions de la Volta a Espanya (Alberto Contador el 2008 i Fabio Aru el 2015). L'equip kazakh també ha guanyat nombroses curses per etapes d'una setmana i clàssiques d'un dia, com ara tres edicions de la Lieja-Bastogne-Lieja (Alexandre Vinokourov el 2010, Maxim Iglinskiy el 2012 i Jakob Fuglsang el 2019), dues a l'Amstel Gold Race (Enrico Gasparotto el 2012 i Michael Valgren el 2018) i la Volta a Llombardia (Vincenzo Nibali el 2015 i Jakob Fuglsang el 2020.

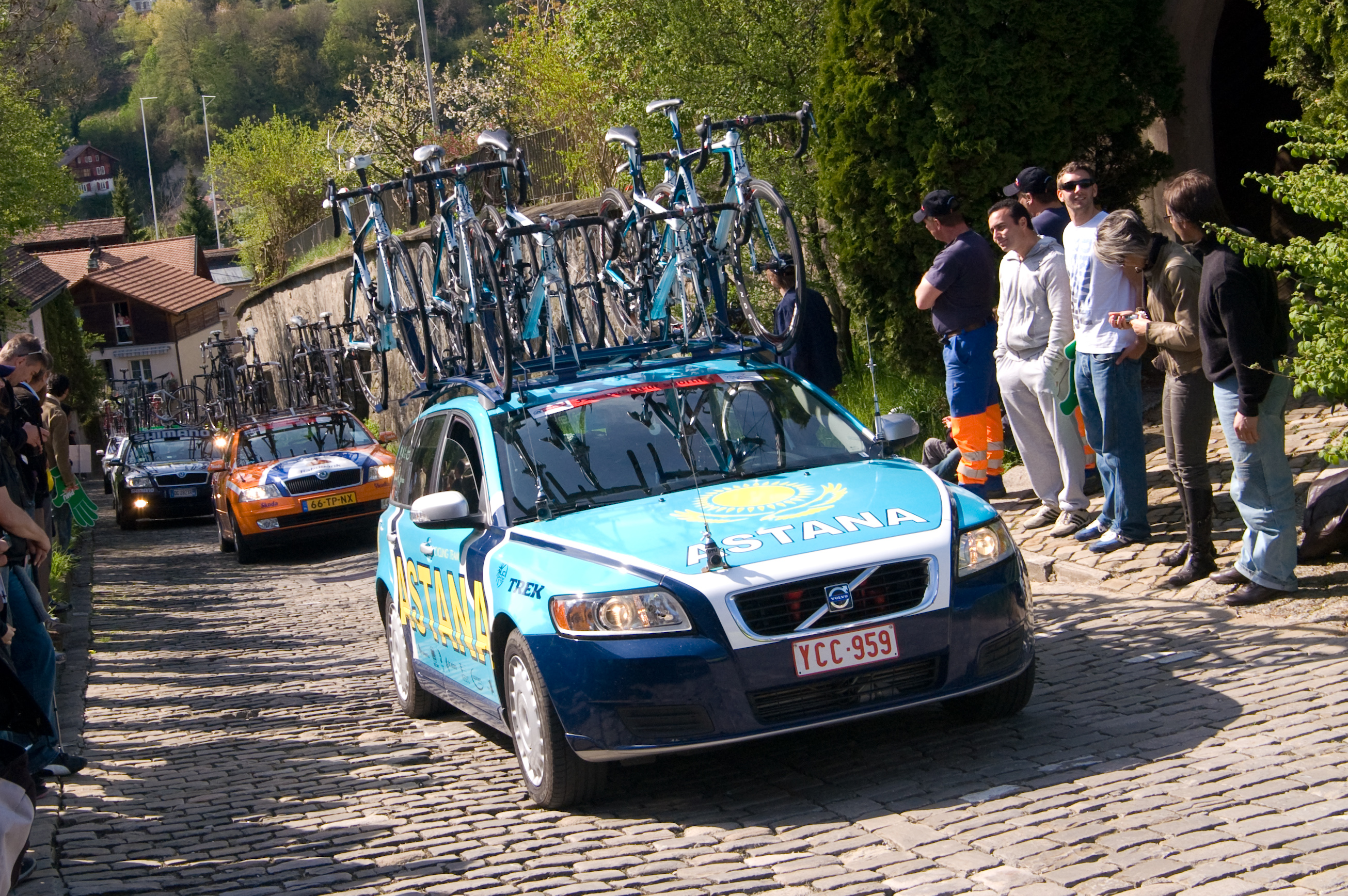
Vehicle de l'equip al 2008

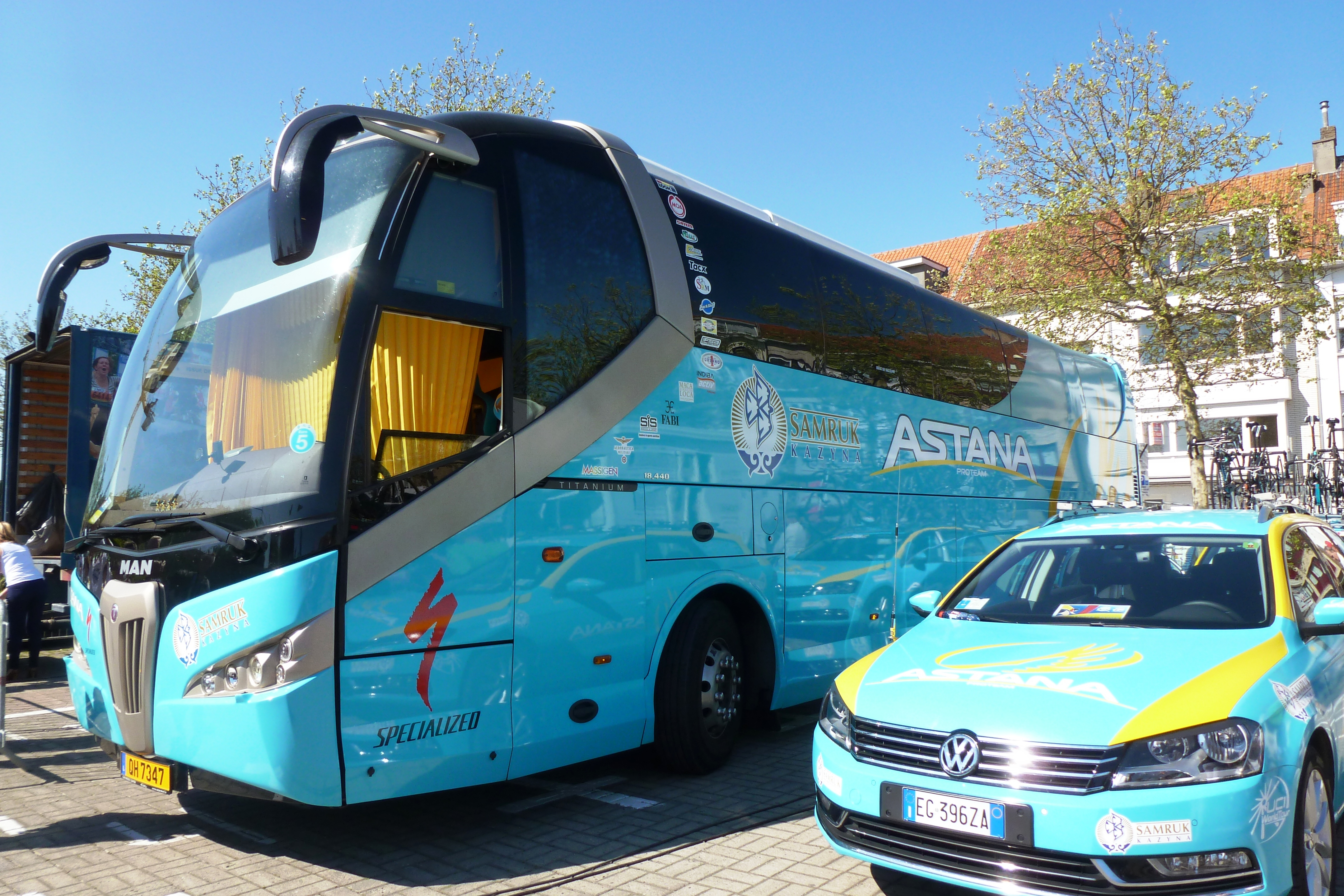
Vehicle de l'equip al 2012

## Principals victòries

### Clàssiques
- Lieja-Bastogne-Lieja: 2010 (Aleksandr Vinokúrov); 2012 (Maksim Iglinski); 2019 (Jakob Fuglsang)
- Amstel Gold Race: 2012 (Enrico Gasparotto), 2018 (Michael Valgren)
- Volta a Llombardia: 2015 (Vincenzo Nibali); 2020 (Jakob Fuglsang)
- Omloop Het Nieuwsblad: 2018 (Michael Valgren)

### Curses per etapes
- Tirrena-Adriàtica: 2007 (Andreas Klöden); 2013 (Vincenzo Nibali)
- Volta al País Basc: 2008, 2009 (Alberto Contador); 2019 (Ion Izagirre)
- Tour de Romandia: 2008 (Andreas Klöden)
- París-Niça: 2010 (Alberto Contador)
- Volta a Suïssa: 2016 (Miguel Ángel López)
- Critèrium del Dauphiné: 2017 i 2019 (Jakob Fuglsang)
- Volta a Catalunya: 2019 (Miguel Ángel López)

### Grans Voltes
- Tour de França :
  - 16 participacions (2007, 2009, 2010, 2011, 2012, 2013, 2014, 2015, 2016, 2017, 2018, 2019, 2020, 2021, 2022, 2023)
  - 13 victòries d'etapa
    - 3 el 2009: Alberto Contador (2), contrarellotge per equips
    - 1 el 2010: Aleksandr Vinokúrov
    - 4 el 2014: Vincenzo Nibali
    - 1 el 2015: Vincenzo Nibali
    - 1 el 2017: Fabio Aru
    - 1 el 2018: Magnus Cort Nielsen
    - 2 el 2020: Alexey Lutsenko i Miguel Ángel López

  -  2 victòries en la classificació general: 
    - 2009: Alberto Contador
    - 2010: Alberto Contador[1][2]
    - 2014: Vincenzo Nibali

  - 1 victòria en la classificació per equips: 2009

- Giro d'Itàlia:
  - 17 participacions (2007, 2008, 2009, 2010, 2011, 2012, 2013, 2014, 2015, 2016, 2017, 2018, 2019, 2020, 2021, 2022, 2023)
  - 17 victòries d'etapa: 
    - 1 el 2007: Paolo Savoldelli
    - 1 el 2011: Paolo Tiralongo
    - 2 el 2012: Paolo Tiralongo, Roman Kreuziger
    - 2 el 2013: Vincenzo Nibali (2)
    - 1 el 2014: Fabio Aru
    - 5 el 2015: Paolo Tiralongo, Mikel Landa (2), Fabio Aru (2)
    - 1 el 2016: Vincenzo Nibali
    - 3 el 2019: Peio Bilbao (2), Dario Cataldo

- -  3 victòries en la classificació general: 
    - 2008: Alberto Contador
    - 2013: Vincenzo Nibali
    - 2016: Vincenzo Nibali

  - 4 victòries en la classificació per equips: 2009, 2011, 2015, 2016
  - 3 victòries en la classificació dels joves: 2015 (Fabio Aru), 2018 (Miguel Ángel López) i 2019 (Miguel Ángel López)
    - 2023: Mark Cavendish

- Volta a Espanya
  - 16 participacions (2008, 2009, 2010, 2011, 2012, 2013, 2014, 2015, 2016, 2017, 2018, 2019, 2020, 2021, 2022, 2023)
  - 14 victòries d'etapa: 
    - 4 el 2008: Alberto Contador (2), Levi Leipheimer (2)
    - 1 el 2012: Fredrik Kessiakoff
    - 1 el 2013: contrarellotge per equips
    - 2 el 2014: Fabio Aru
    - 1 el 2015: Mikel Landa
    - 3 el 2017: Aleksei Lutsenko, Miguel Ángel López (2)
    - 2 el 2019: contrarellotge per equips, Jakob Fuglsang
    - 1 el 2020: Ion Izagirre

  - 2 victòries en la classificació general: 
    - 2008: Alberto Contador
    - 2015: Fabio Aru

  - 1 victòria en la classificació de la Combinada: Alberto Contador, el 2008
  - 1 victòria en classificació per equips: 2017

### Campionats nacionals
- Campionat del Canadà en contrarellotge: 2021 (Hugo Houle)
- Campionat d'Eritrea en contrarellotge: 2021 (Merhawi Kudus)
- Campionat d'Eslovènia en ruta: 2010 (Gorazd Štangelj) i 2012 (Borut Božič)
- Campionat d'Eslovènia en contrarellotge: 2009 (Janez Brajkovič)
- Campionat d'Espanya en ruta: 2020 (Luis León Sánchez), 2021 (Omar Fraile)
- Campionat d'Espanya en contrarellotge: 2009 (Alberto Contador), 2021 (Ion Izagirre)
- Campionat d'Estònia en ruta: 2012 (Tanel Kangert)
- Campionat d'Estònia en contrarellotge: 2013 (Tanel Kangert)
- Campionat d'Italia en ruta: 2014, 2015 (Vincenzo Nibali); 2017 (Fabio Aru); 2023 (Simone Velasco)
- Campionat d'Italia en contrarellotge : 2021 (Matteo Sobrero)
- Campionat del Kazakhstan en ruta: 2006 (Andrei Kàixetxkin), 2007 (Maksim Iglinski), 2008 (Assan Bazàiev), 2010 (Maksim Gúrov), 2011 (Andrei Mizúrov), 2013 (Aleksandr Diatxenko), 2016 (Arman Kamixev), 2017 (Artyom Zakharov), 2018, 2019 i 2023 (Alexey Lutsenko), 2021 (Ievgueni Fedorov), 2022 (Ievgueni Guiditx), 2024 (Dmitri Grúzdev)
- Campionat del Kazakhstan en contrarellotge: 2008 (Andrei Mizúrov), 2012, 2016, 2024 (Dmitri Grúzdev), 2014 (Daniil Fominykh), 2015, 2019 i 2023 (Alexey Lutsenko), 2017 (Zhandos Bizhigitov), 2022 (Iuri Natarov)
- Campionat de Letònia en ruta: 2016 (Gatis Smukulis)
- Campionat de Letònia en contrarellotge: 2016 (Gatis Smukulis)
- Campionat de Lituània en ruta: 2008 (Tomas Vaitkus)
- Campionat de Luxemburg en ruta: 2007 (Benoît Joachim)
- Campionat de Portugal en ruta: 2008 (Sérgio Paulinho)
- Campionat de Rússia en ruta: 2008 (Serguei Ivanov)
- Campionat de Rússia en contrarellotge: 2008 (Vladímir Gússev), 2021 (Aleksandr Vlàssov)
- Campionat d'Ucraïna en ruta: 2012 (Andrí Hrivko)
- Campionat d'Ucraïna en contrarellotge: 2012 i 2018 (Andrí Hrivko)

## Classificacions UCI

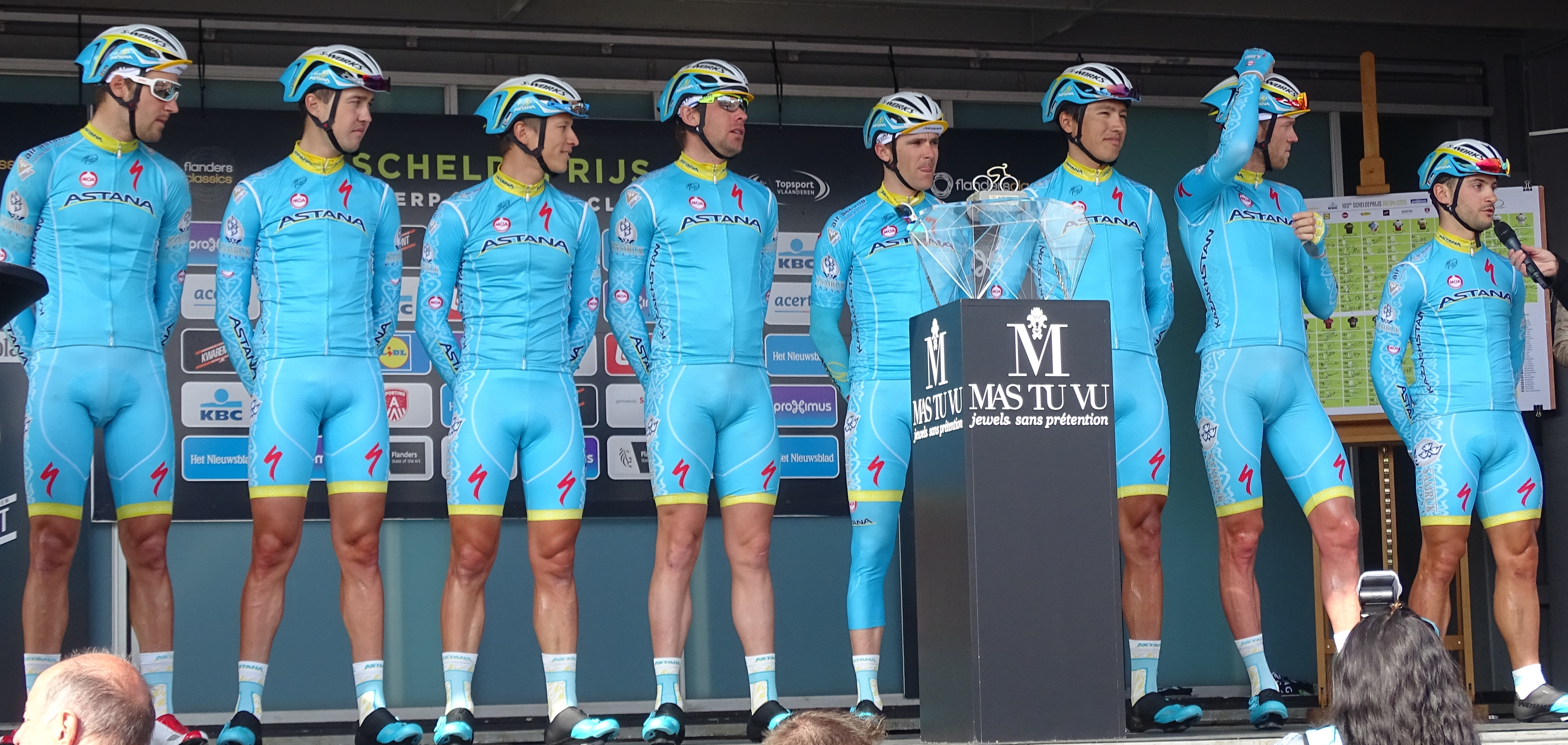
L'equip al 2015

L'equip Astana es creà el 2007 i immediatament s'integrà al ProTour. La següent classificació estableix la posició de l'equip en finalitzar la temporada.
| Temporada | Classificació per equips | Millor ciclista en la classificació individual |
| --------- | ------------------------ | ---------------------------------------------- |
| 2007      | 12è                      | Andreas Klöden (32è)                           |
| 2008      | 2n                       | Andreas Klöden (3r)                            |
| 2009      | 1r                       | Alberto Contador (1r)                          |
| 2010      | 8è                       | Aleksandr Vinokúrov (11è)                      |

El 2011 la Classificació mundial UCI passa a ser l'UCI World Tour.
| Temporada | Classificació per equips | Millor ciclista en la classificació individual |
| --------- | ------------------------ | ---------------------------------------------- |
| 2011      | 14è                      | Aleksandr Vinokúrov (16è)                      |
| 2012      | 10è                      | Roman Kreuziger (20è)                          |
| 2013      | 5è                       | Vincenzo Nibali (5è)                           |
| 2014      | 10è                      | Vincenzo Nibali (5è)                           |
| 2015      | 5è                       | Fabio Aru (5è)                                 |
| 2016      | 10è                      | Vincenzo Nibali (12è)                          |
| 2017      | 15è                      | Fabio Aru (26è)                                |
| 2018      | 6è                       | Michael Valgren (12è)                          |

El 2016 la Classificació mundial UCI passa a tenir en compte totes les proves UCI. Durant tres temporades existeix paral·lelament amb la classificació UCI World Tour i els circuits continentals. A partir del 2019 substitueix definitivament la classificació UCI World Tour.
| Temporada | Classificació per equips | Millor ciclista en la classificació individual |
| --------- | ------------------------ | ---------------------------------------------- |
| 2016      | -                        | Vincenzo Nibali (21è)                          |
| 2017      | -                        | Fabio Aru (32è)                                |
| 2018      | -                        | Miguel Ángel López (14è)                       |
| 2019      | 5è                       | Jakob Fuglsang (3r)                            |
| 2020      | 7è                       | Jakob Fuglsang (5è)                            |
| 2021      | 7è                       | Aleksandr Vlàssov (31è)                        |
| 2022      | 21è                      | Miguel Ángel López (61è)                       |
| 2023      | 20è                      | Alexey Lutsenko (46è)                          |

## Composició de l'equip 2025
| Llista de l'equip 2025  | Llista de l'equip 2025 | Llista de l'equip 2025                              | Llista de l'equip 2025 |
| Ciclista                | Data de naixement      | Equip previ                                         |                        |
| ----------------------- | ---------------------- | --------------------------------------------------- | ---------------------- |
| Davide Ballerini        | 21 de setembre de 1994 | Soudal Quick-Step (2023)                            |                        |
| Alberto Bettiol         | 29 de octubre de 1993  | EF Education-EasyPost (2024)                        |                        |
| Cees Bol                | 27 de juliol de 1995   | Team DSM (2022)                                     |                        |
| Clément Champoussin     | 29 de maig de 1998     | Arkéa-B&B Hotels (2024)                             |                        |
| Anthon Charmig          | 25 de març de 1998     | Uno-X Pro Cycling Team (2023)                       |                        |
| Nicola Conci            | 5 de gener de 1997     | Alpecin-Deceuninck (2024)                           |                        |
| Yevgeniy Fedorov        | 16 de febrer de 2000   | Vino-Astana Motors (2020)                           |                        |
| Lorenzo Fortunato       | 9 de maig de 1996      | Eolo-Kometa (2023)                                  |                        |
| Aaron Gate              | 26 de novembre de 1990 | Burgos-BH (2024)                                    |                        |
| Michele Gazzoli         | 4 de març de 1999      | Astana Qazaqstan Development Team (2023)            |                        |
| Sergio Higuita García   | 1 de agost de 1997     | Red Bull-Bora-Hansgrohe (2024)                      |                        |
| Florian Samuel Kajamini | 28 de febrer de 2003   | MBH Bank Colpack Ballan (2024)                      |                        |
| Max Kanter              | 22 de octubre de 1997  | Movistar Team (2023)                                |                        |
| Harold Martín López     | 3 de desembre de 2000  | Astana Qazaqstan Development Team (2023)            |                        |
| Matteo Malucelli        | 20 de octubre de 1993  | JCLTeam Ukyo (2024)                                 |                        |
| Fausto Masnada          | 6 de novembre de 1993  | Soudal Quick-Step (2024)                            |                        |
| Henok Mulubrhan         | 11 de novembre de 1999 | Green Project-Bardiani CSF-Faizanè (2023)           |                        |
| Wout Poels              | 1 de octubre de 1987   | Bahrain Victorious (2024)                           |                        |
| Alessandro Romele       | 30 de agost de 2003    | Astana Qazaqstan Development Team (2024)            |                        |
| Cristian Scaroni        | 16 de octubre de 1997  | Gazprom-RusVelo (2022)                              |                        |
| Ide Schelling           | 6 de febrer de 1998    | Bora-Hansgrohe (2023)                               |                        |
| Harold Tejada           | 27 de abril de 1997    | Medellín (2019)                                     |                        |
| Mike Teunissen          | 25 de agost de 1992    | Intermarché-Wanty (2024)                            |                        |
| Diego Ulissi            | 15 de juliol de 1989   | UAE Team Emirates (2024)                            |                        |
| Darren van Bekkum       | 20 de març de 2002     | Team Visma \| Lease a Bike Development (2024)       |                        |
| Simone Velasco          | 2 de desembre de 1995  | Gazprom-RusVelo (2021)                              |                        |
| Nicolas Vinokourov      | 7 de juliol de 2002    | Astana Qazaqstan Development Team (2023)            |                        |
| Anton Kuzmin            | 20 de novembre de 1996 | Almaty Astana Motors (2023)                         |                        |
| Su Haoyu                | 26 de octubre de 2000  | China Glory-Mentech Continental Cycling Team (2024) |                        |
| Davide Toneatti         | 9 de abril de 2001     | Astana Qazaqstan Development Team (2024)            |                        |
|                         |                        |                                                     |                        |
| Font: ProCyclingStats   |                        |                                                     |                        |